# Motoki Kawasaki
Motoki Kawasaki (japanisch 川崎 元気 Kawasaki Motoki; * 2. Februar 1979 in der Präfektur Ōita) ist ein ehemaliger japanischer Fußballspieler.

## Karriere
Kawasaki erlernte das Fußballspielen in der Schulmannschaft der Oita High School. Seinen ersten Vertrag unterschrieb er 1997 bei den Oita Trinity (heute: Oita Trinita). Der Verein spielte in der zweithöchsten Liga des Landes, der Japan Football League. Für den Verein absolvierte er 102 Spiele. Im Juli 2001 wechselte er zum Erstligisten Gamba Osaka. 2002 wechselte er zum Zweitligisten Sagan Tosu. Für den Verein absolvierte er 74 Spiele. Danach spielte er bei den ALO'S Hokuriku (2004–2005), Banditonce Kobe (2006–2007) und V-Varen Nagasaki (2008–2010). Ende 2010 beendete er seine Karriere als Fußballspieler.